# Niemcy na Zimowych Igrzyskach Olimpijskich 1998
Reprezentacja Niemiec na Zimowych Igrzyskach Olimpijskich 1998 liczyła 125 zawodników - 78 mężczyzn i 47 kobiet, którzy wystąpili w czternastu dyscyplinach sportowych. Reprezentanci tego kraju zdobyli łącznie dwadzieścia dziewięć medali - dwanaście złotych, dziewięć srebrnych i osiem brązowych. Niemcy zajęły pierwsze miejsce w klasyfikacji medalowej.
Najmłodszym niemieckim zawodnikiem podczas ZIO 1998 była Sandra Schmitt (16 lat i 289 dni), a najstarszym - Jochen Behle (37 lat i 226 dni).

## Zdobyte medale
| Medal  | Zawodnicy                                                   | Dyscyplina            | Konkurencja              |
| ------ | ----------------------------------------------------------- | --------------------- | ------------------------ |
| Złoto  | Katja Seizinger                                             | Narciarstwo alpejskie | Zjazd kobiet             |
| Złoto  | Hilde Gerg                                                  | Narciarstwo alpejskie | Slalom kobiet            |
| Złoto  | Katja Seizinger                                             | Narciarstwo alpejskie | Kombinacja kobiet        |
| Złoto  | Uschi Disl Martina Zellner Katrin Apel Petra Behle          | Biathlon              | Sztafeta kobiet          |
| Złoto  | Ricco Gross Peter Sendel Sven Fischer Frank Luck            | Biathlon              | Sztafeta mężczyzn        |
| Złoto  | Christoph Langen Markus Zimmermann Marco Jakobs Olaf Hampel | Bobsleje              | Czwórki mężczyzn         |
| Złoto  | Georg Hackl                                                 | Saneczkarstwo         | Jedynki mężczyzn         |
| Złoto  | Stefan Krausse Jan Behrendt                                 | Saneczkarstwo         | Dwójki mężczyzn          |
| Złoto  | Silke Kraushaar                                             | Saneczkarstwo         | Jedynki kobiet           |
| Złoto  | Nicola Thost                                                | Snowboarding          | Halfpipe kobiet          |
| Złoto  | Gunda Niemann-Stirnemann                                    | Łyżwiarstwo szybkie   | 3000 m kobiet            |
| Złoto  | Claudia Pechstein                                           | Łyżwiarstwo szybkie   | 5000 m kobiet            |
| Srebro | Martina Ertl                                                | Narciarstwo alpejskie | Kombinacja kobiet        |
| Srebro | Uschi Disl                                                  | Biathlon              | Sprint kobiet            |
| Srebro | Tatjana Mittermayer                                         | Narciarstwo dowolne   | Jazda po muldach kobiet  |
| Srebro | Barbara Niedernhuber                                        | Saneczkarstwo         | Jedynki kobiet           |
| Srebro | Sven Hannawald Martin Schmitt Hansjörg Jäkle Dieter Thoma   | Skoki narciarskie     | Konkurs drużynowy        |
| Srebro | Heidi Renoth                                                | Snowboarding          | Gigant kobiet            |
| Srebro | Gunda Niemann-Stirnemann                                    | Łyżwiarstwo szybkie   | 1500 m kobiet            |
| Srebro | Claudia Pechstein                                           | Łyżwiarstwo szybkie   | 3000 m kobiet            |
| Srebro | Gunda Niemann-Stirnemann                                    | Łyżwiarstwo szybkie   | 5000 m kobiet            |
| Brąz   | Katja Seizinger                                             | Narciarstwo alpejskie | Slalom gigant kobiet     |
| Brąz   | Hilde Gerg                                                  | Narciarstwo alpejskie | Kombinacja kobiet        |
| Brąz   | Katrin Apel                                                 | Biathlon              | Sprint kobiet            |
| Brąz   | Uschi Disl                                                  | Biathlon              | Bieg indywidualny kobiet |
| Brąz   | Christoph Langen Markus Zimmermann                          | Bobsleje              | Dwójki mężczyzn          |
| Brąz   | Mandy Wötzel Ingo Steuer                                    | Łyżwiarstwo figurowe  | Pary sportowe            |
| Brąz   | Jens Müller                                                 | Saneczkarstwo         | Jedynki mężczyzn         |
| Brąz   | Anni Friesinger                                             | Łyżwiarstwo szybkie   | 3000 m kobiet            |

## Wyniki reprezentantów Niemiec

### Biathlon
Mężczyźni
- Sven Fischer

sprint - 29. miejsce
bieg indywidualny - 16. miejsce
- Ricco Groß

sprint - 17. miejsce
bieg indywidualny - 6. miejsce
- Carsten Heymann

sprint - 34. miejsce
- Frank Luck

sprint - 7. miejsce
- Peter Sendel

bieg indywidualny - 8. miejsce
- Jan Wüstenfeld

bieg indywidualny - 32. miejsce
- Ricco Groß
Peter Sendel
Sven Fischer
Frank Luck

sztafeta - 
Kobiety
- Katrin Apel

sprint - 
- Katja Beer

bieg indywidualny - 39. miejsce
- Petra Behle

sprint - 16. miejsce
bieg indywidualny - 27. miejsce
- Uschi Disl

sprint - 
bieg indywidualny - 
- Martina Zellner

sprint - 30. miejsce
bieg indywidualny - 10. miejsce
- Uschi Disl
Martina Zellner
Katrin Apel
Petra Behle

sztafeta - 

### Biegi narciarskie
Mężczyźni
- Jochen Behle

10 km stylem klasycznym - 40. miejsce
30 km stylem klasycznym - DNF
- Johann Mühlegg

10 km stylem klasycznym - 27. miejsce
Bieg łączony - 17. miejsce
50 km stylem dowolnym - 7. miejsce
- Torald Rein

30 km stylem klasycznym - 57. miejsce
- Andreas Schlütter

10 km stylem klasycznym - 16. miejsce
Bieg łączony - 12. miejsce
30 km stylem klasycznym - 21. miejsce
50 km stylem dowolnym - 36. miejsce
- René Sommerfeldt

10 km stylem klasycznym - 38. miejsce
Bieg łączony - 29. miejsce
50 km stylem dowolnym - 26. miejsce
- Andreas Schlütter
Jochen Behle
René Sommerfeldt
Johann Mühlegg

sztafeta - 8. miejsce
Kobiety
- Constanze Blum

5 km stylem klasycznym - 30. miejsce
Bieg łączony - 26. miejsce
15 km stylem klasycznym - 21. miejsce
30 km stylem dowolnym -31. miejsce
- Manuela Henkel

15 km stylem klasycznym - 36. miejsce
30 km stylem dowolnym - DNF
- Anke Reschwamm-Schulze

5 km stylem klasycznym - 37. miejsce
Bieg łączony - 31. miejsce
15 km stylem klasycznym - 38. miejsce
30 km stylem dowolnym - 26. miejsce
- Kati Wilhelm

5 km stylem klasycznym - 26. miejsce
Bieg łączony - 32. miejsce
30 km stylem dowolnym - 16. miejsce
- Sigrid Wille

5 km stylem klasycznym - 38. miejsce
Bieg łączony - 54. miejsce
15 km stylem klasycznym - 28. miejsce
- Kati Wilhelm
Manuela Henkel
Constanze Blum
Anke Reschwamm-Schulze

sztafeta - 5. miejsce

### Bobsleje
Mężczyźni
- Christoph Langen
Markus Zimmermann

Dwójki - 
- Dirk Wiese
Marco Jakobs

Dwójki - 11. miejsce
- Christoph Langen
Markus Zimmermann
Marco Jakobs
Olaf Hampel

Czwórki - 
- Harald Czudaj
Torsten Voss
Steffen Görmer
Alexander Szelig

Czwórki - 8. miejsce

### Curling
Mężczyźni
- Andy Kapp, Uli Kapp, Michael Schäffer, Holger Höhne, Oliver Axnick - 8. miejsce

Kobiety
- Andrea Schöpp, Monika Wagner, Natalie Nessler, Heike Wieländer, Carina Meidele - 8. miejsce

### Hokej na lodzie
Mężczyźni
- Jan Benda, Brad Bergen, Thomas Brandl, Lars Brüggemann, Benoît Doucet, Peter Draisaitl, Erich Goldmann, Jochen Hecht, Dieter Hegen, Josef Heiß, Olaf Kölzig, Uwe Krupp, Daniel Kunce, Mirko Lüdemann, Andreas Lupzig, Mark MacKay, Klaus Merk, Jochen Molling, Reemt Pyka, Jürgen Rumrich, Marco Sturm, Stefan Ustorf, Markus Wieland - 9. miejsce

### Kombinacja norweska
Mężczyźni
- Ronny Ackermann

Gundersen - 12. miejsce
- Josef Buchner

Gundersen - DNF
- Jens Deimel

Gundersen - 13. miejsce
- Matthias Looß

Gundersen - 32. miejsce
- Björn Kircheisen
Ronny Ackermann
Thorsten Schmitt
Jens Deimel

sztafeta - 6. miejsce

### Łyżwiarstwo figurowe
Pary
- Mandy Wötzel
Ingo Steuer

Pary sportowe - 
- Peggy Schwarz
Mirko Müller

Pary sportowe - 9. miejsce
- Kati Winkler
René Lohse

Pary taneczne - 10. miejsce

### Łyżwiarstwo szybkie
Mężczyźni
- Peter Adeberg

500 m - DNF
1000 m - 9. miejsce
1500 m - 13. miejsce
- Christian Breuer

500 m - 19. miejsce
1000 m - 16. miejsce
1500 m - 9. miejsce
- Alexander Baumgärtel

5000 m - 13. miejsce
10000 m - 10. miejsce
- Frank Dittrich

1500 m - 33. miejsce
5000 m - 5. miejsce
10000 m - 6. miejsce
- Michael Künzel

500 m - 11. miejsce
- René Taubenrauch

1500 m - 38. miejsce
5000 m - 6. miejsce
10000 m - 11. miejsce
Kobiety
- Anke Baier-Loef

500 m - 15. miejsce
1000 m - 16. miejsce
- Anni Friesinger

1500 m - 5. miejsce
3000 m - 
- Monique Garbrecht-Enfeldt

500 m - 8. miejsce
1000 m - 10. miejsce
- Gunda Niemann-Stirnemann

1500 m - 
3000 m - 
5000 m - 
- Claudia Pechstein

1500 m - 7. miejsce
3000 m - 
5000 m - 
- Franziska Schenk

500 m - 4. miejsce
1000 m - DNF
- Sabine Völker

500 m - 7. miejsce
1000 m - 4. miejsce
- Heike Warnicke

5000 m - 14. miejsce

### Narciarstwo alpejskie
Mężczyźni
- Markus Eberle

gigant - DNF
slalom - DNF
Kobiety
- Monika Bergmann-Schmuderer

slalom - 9. miejsce
kombinacja - 12. miejsce
- Martina Ertl-Renz

supergigant - 7. miejsce
gigant - 4. miejsce
slalom - 4. miejsce
kombinacja - 
- Hilde Gerg

zjazd - 9. miejsce
supergigant - 10. miejsce
gigant - 13. miejsce
slalom - 
kombinacja - 
- Katrin Gutensohn

zjazd - 9. miejsce
- Regina Häusl

zjazd - DNF
supergigant - 4. miejsce
gigant - 30. miejsce
- Katja Seizinger

zjazd - 
supergigant - 6. miejsce
gigant - 
kombinacja - 

### Narciarstwo dowolne
Kobiety
- Tatjana Mittermayer

jazda po muldach - 
- Gabriele Rauscher

jazda po muldach - 11. miejsce
- Sandra Schmitt

jazda po muldach - 9. miejsce

### Saneczkarstwo
Mężczyźni
- Karsten Albert

jedynki - 12. miejsce
- Georg Hackl

jedynki - 
- Jens Müller

jedynki - 
- Stefan Krauße
Jan Behrendt

dwójki - 
- Steffen Skel
Steffen Wöller

dwójki - 8. miejsce
Kobiety
- Susi Erdmann

jedynki - 4. miejsce
- Silke Kraushaar

jedynki - 
- Barbara Niedernhuber

jedynki - 

### Short track
Mężczyźni
- Arian Nachbar

500 m - 23. miejsce
1000 m - 19. miejsce
Kobiety
- Susanne Busch

500 m - 31. miejsce
1000 m - 20. miejsce
- Yvonne Kunze

500 m - 20. miejsce
1000 m - 24. miejsce
- Susanne Busch
Anne Eckner
Yvonne Kunze
Katrin Weber

sztafeta - 8. miejsce

### Skoki narciarskie
Mężczyźni
- Sven Hannawald

Skocznia normalna - 14. miejsce
Skocznia duża - 48. miejsce
- Hansjörg Jäkle

Skocznia normalna - 17. miejsce
Skocznia duża - 57. miejsce
- Martin Schmitt

Skocznia normalna - 19. miejsce
Skocznia duża - 14. miejsce
- Dieter Thoma

Skocznia normalna - 13. miejsce
Skocznia duża - 12. miejsce
- Sven Hannawald
Martin Schmitt
Hansjörg Jäkle
Dieter Thoma

Drużynowo - 

### Snowboard
Mężczyźni
- Xaver Hoffmann

halfpipe - 17. miejsce
- Bernd Kroschewski

gigant - DNF
- Dieter Moherndl

gigant - 14. miejsce
Kobiety
- Sandra Farmand

gigant - 9. miejsce
halfpipe - 26. miejsce
- Burgi Heckmair

gigant - DNF
- Heidi Renoth

gigant - 
- Nicola Thost

halfpipe - 
- Sabine Wehr-Hasler

halfpipe - 15. miejsce